# Luke Mably
Thomas Luke Mably (Londres, 1 de Março de 1976) é um ator britânico nascido na Inglaterra, e conhecido sobretudo pelos seus papéis em Dream Team (uma série britânica), e em Um príncipe em minha vida, uma comédia romântica de 2004, que protagonizou com a atriz Julia Stiles.

## Filmografia
- Combat Hospital (2011-Canada)... British neurosurgeon/Doctor Simon Hill (miniserie)
- Exam (2010)
- Star Crossed: Amor em Jogo (2009)
- Prince & Me II: The Royal Wedding (Um Príncipe em Minha Vida 2) (2006) .... Eddie / Rei Edvard
- Identidade Kubrick (2005) .... Rupert Rodnight
- Spirit Trap (Espíritos Traiçoeiros) (2005) .... Tom
- The Prince & Me (Um Príncipe em Minha Vida) (2004) .... Eddie / Príncipe Edvard
- EastEnders (2002) (série)
- 28 Days Later (28 Dias Depois) (2002) .... Clifton
- Uprising (2001) .... Zachariah Artenstein (TV)
- Dream Team (2000-2002) (série)
- In the Beginning (2000) .... Isaac (enquanto jovem) (minissérie)
- Holby City (1999) .... Paul Série (série)